# Salima Ikram
Salima Ikram (Lahore, 17 de maig de 1965) és una professora pakistanesa d'egiptologia de la Universitat Americana al Caire. La professora Ikram participa en molt projectes arqueològics egipcis, és autora de diversos llibres sobre el tema, coopera en diverses revistes i sovint participa en espectacles televisius on parla sobre arqueologia egípcia.

## Vida
Ikram va néixer a Lahore, Pakistan, en 1965. En una visita a Egipte a l'edat de nou anys va quedar fascinada amb el país, la seva història i els seus monuments. Va estudiar arqueologia i egiptologia al Col·legi Bryn Mawr, a Pennsilvània, Estats Units. Va obtenir un Batxillerat en Arqueologia Clàssica i del Pròxim Orient i Història. Va continuar els seus estudis a la Universitat de Cambridge, on va obtenir un Màster i un Doctorat en egiptologia i museologia.

## Treball
Salima Ikram viu al Caire i ensenya egiptologia i arqueologia a la Universitat Americana del Caire. És corresponsal per KMT, un popular diari egiptològic i freqüent col·laboradora per a Egipt Today. És codirectora del Projecte Mòmia animal del Museu Egipci. Des de 2001, Ikram ha dirigit, juntament amb Corinna Rossi el North Kharga Oasis Survey.
Ikram va ser supervisora i arqueòloga en el Projecte del Temple d'Akhenaton, en Buto al delta del Nil i a Guiza. Ha treballat com a arqueòloga i analista de fauna a Dashur, Gebel el-Haridi, Saqqara i en altres països fora d'Egipte. Com a analista de fauna ha estat responsable d'identificar milers d'ossos d'animals en els jaciments arqueològics.
En 2018, Ikram va participar a Tenerife (Espanya), en el congrés internacional "Athanatos. Inmortal. Muerte e inmortalidad en las poblaciones del pasado". Durant aquest congrés es va realitzar una exposició de mòmies de diferents parts del món, entre elles les mòmies guanxes dels antics habitants de l'illa de Tenerife, amb una tècnica similar a les mòmies egípcies.

## Treballs publicats
- Chapters in Nicholson & Shaw, Ancient Egyptian Materials and Technology (Cambridge: CUP)
- Choice Cuts: Meat Production in Ancient Egypt (Leuven: Peeters, 1995)
- Death and Burial in Ancient Egypt (Longman, 2003)
- Divine Creatures: Animal Mummies In Ancient Egypt (Universitat Americana al Caire Press, 2005)
- Encyclopedia of Ancient Egypt (Nova York: OUP)
- Mummy in Ancient Egypt: Equipping the Dead for Eternity (Nova York: Thames & Hudson / El Caire: AUC Press, 1998) (amb Aidan Dodson)
- Non Human Mummies Catalog (American University in Cairo Press, 2003)
- Pyramids (El Caire: Zeitouna)
- Royal Mummies in the Egyptian Museum (El Caire: Zeitouna / American University in Cairo Press, 1997) (amb Aidan Dodson)
- The Tomb in Ancient Egypt (Londres i Nova York: Thames & Hudson / Cairo: AUC Press, 2008) (amb Aidan Dodson)

## Treballs per a joves lectors
- Egyptology (Amideast, 1997)
- In Ancient Egypt: Gods and Temples (Los Altos, CA: Hoopoe Books Ltd, 1998)
- In Ancient Egypt: Mummies and Tombs (Los Altos, CA: Hoopoe Books Ltd, 1998)
- Pharaohs (Amideast, 1997)
- Land and People (Amideast, 1997)